# Ōoku

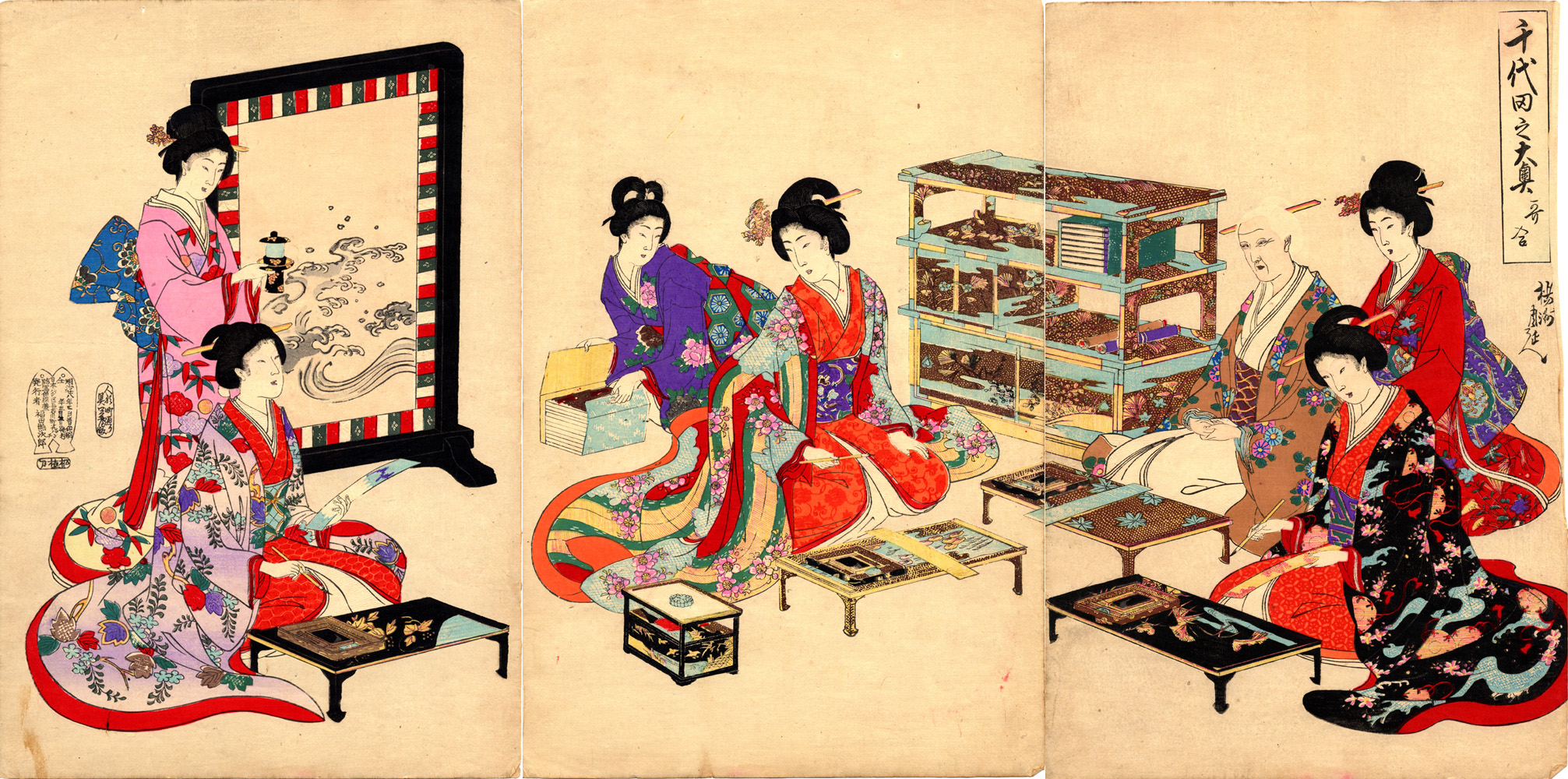
Rappresentazione di un Ōoku, Hashimoto Chikanobu, 1895

Con il termine Ōoku (大奥? lett. "grandi interni") ci si riferisce all'harem situato all'interno del castello di Edo, quella sezione ove tutte le donne che avevano a che fare con lo shōgun dovevano risiedere: ne erano incluse la moglie, le eventuali concubine e tutte le parenti femmine. Tutte loro potevano lasciare il castello, anche temporaneamente, solo con un permesso speciale.
Costruito nel 1607 da Tokugawa Hidetada, rimase in attività per quasi due secoli interi. Zone simili, all'interno dei castelli di potenti daimyō sono state indicate altresì con lo stesso termine.
Comprese cameriere e servitrici varie, ad un certo punto della sua storia si dice abbia incluso diverse migliaia di donne, tanto che finì col diventare durante lo shogunato Tokugawa un gran focolaio d'intrighi politici.
A nessun maschio adulto era permesso di calpestare l'Ōoku senza la presenza dello shōgun; il corridoio attraverso il quale egli entrava venne denominato "il passaggio delle campane", nome derivato dal suono delle campane che ne annunciavano l'ingresso.
Questo corridoio era l'unica via che collegava l'Ōoku al resto del castello e solitamente rimaneva sigillato. Più tardi fu costruito un secondo corridoio come via di fuga in caso di terremoti o incendi.

## Nella cultura di massa
- Ōoku, dorama stagionale della Fuji Television trasmesso nel 2005 in 2 stagioni con Miho Kanno.
- Ooku - Le stanze proibite, manga pubblicato a partire dal 2005.
- Ō-oku - Il film, pellicola cinematografica del 2006 con Yukie Nakama.
- Atsuhime - taiga drama della NHK trasmesso nel 2008.
- Ooku, quarto album della cantante Masami Okui uscito nel 2008.
- Ōoku, pellicola cinematografica con Kazunari Ninomiya, Kō Shibasaki e Maki Horikita.
- Ōoku - Tanjō, dorama stagionale trasmesso dalla TBS nell'autunno 2012.
- Ōoku - Eien, film del 2012 conclusivo della serie TV.
- Ōoku, miniserie televisiva trasmessa dalla Fuji TV nell'inverno 2016.